# Massonnens
Massonnens är en ort och kommun i distriktet Glâne i kantonen Fribourg, Schweiz. Kommunen hade 606 invånare (2023).